# Автошлях Т 1021
Автошлях Т 1021 — автомобільний шлях територіального значення в Київській області. Проходить територією Таращанського та Ставищенського району. Загальна довжина — 28,6 км.